# Bloque Catatumbo de las AUC
El Bloque Catatumbo de las Autodefensas Unidas de Colombia fue una de las unidades de las Autodefensas Unidas de Colombia (AUC), que operaba principalmente en la Región del Catatumbo (Norte de Santander) entre 1999 y 2004.

## Historia
Este Bloque habría sido creado por orden de los hermanos Castaño (Vicente Castaño y Carlos Castaño), bajo las órdenes de Salvatore Mancuso, para controlar la producción cocalera en la Región del Catatumbo, con el apoyo de sus aliados Los Prada y Los Pepes, finqueros, comerciantes y servidores públicos civiles y militares. Enfrentados al frente 33 de las FARC-EP, al Frente Armando Cacua del Ejército de Liberación Nacional  y a las disidencias del Ejército Popular de Liberación (EPL). Entre mayo y agosto de 1999, apareció públicamente con tres masacres: la Masacre de La Gabarra, Socuavo y el casco urbano de Tibú. Contaron con el apoyo y complicidad de la Fuerza Pública y políticos.
Pasaron de 270 hombres en 1999, a 1.437 cuando se desmovilizó 5 años después, el 10 de diciembre de 2004.

### Desmovilización
El 10 de diciembre de 2004, 1.425 hombres, bajo el mando de Salvatore Mancuso, pertenecientes al Bloque Catatumbo de las Autodefensas Unidas de Colombia (AUC) entregaron sus armas en la finca Brisas de Sardinata del corregimiento Campo Dos, en Tibú (Norte de Santander).

## Estructura y miembros
El Bloque Catatumbo tuvo como cabezas a Salvatore Mancuso seguido de Jorge Iván Laverde Zapata, alias Sebastián o El Iguano como el comandante en el área metropolitana de Cúcuta; y a Armando Alberto Pérez Betancourt, alias Camilo o El Monstruo del Catatumbo, como jefe en el resto del departamento. Otros jefes paramilitares fueron Diego Fernando Fino Rodríguez  alias Marlon (prófugo de la justicia). Carlos Andrés Palencia González, alias Visaje. Armando Rafael Mejía Guerra, alias Hernán (asesinado en 2016).

## Delitos y financiación
- Narcotráfico.[7]
- 12.427 homicidios, 375 desapariciones forzadas, 22 abusos sexuales, 38 torturas y miles de desplazamientos.[15]

### Masacres
Algunas de las masacres cometidas por este Bloque fueron:
- Masacre de El Zulia[16]
- Masacre de La Gabarra
- Masacre de Socuavo
- Masacre de Tibú